# 吕建中 (1963年)
吕建中（1963年10月—），陕西渭南人，汉族，无党派人士。中华人民共和国政治人物、第十三届全国人民代表大会陕西省代表。

## 生平
2018年，吕建中被选为陕西省出席第十三届全国人民代表大会代表。